# Jakub Pszoniak
Jakub Pszoniak (ur. 1983 w Bytomiu) – polski poeta.
Autor tomów Chyba na pewno (Biuro Literackie, 2019), Lorem ipsum (Biuro Literackie, 2022), Karnister (Biuro Literackie, 2024) oraz wyboru wierszy Mirona Białoszewskiego Z dnia robię noc (Biuro Literackie, 2022). Autor przekładów wierszy Kateryny Michalicyny zebranych w tomie Głosy (Fundacja Pogranicze, 2022), Ołeny Stepanenko Oddychaj (Fundacja Pogranicze,, 2023) oraz Switłany Powaliajewej Tryb ((Fundacja Pogranicze, 2024)Laureat Wrocławskiej Nagrody Poetyckiej Silesius 2020 w kategorii debiut roku za tom Chyba na pewno. Za ten tom był nominowany do Nagrody Poetyckiej im. Konstantego Ildefonsa Gałczyńskiego 2020. Za projekt tego tomu był wyróżniony w XXII Ogólnopolskim Konkursie Poetyckim im. Jacka Bierezina 2016. Finalista projektu Biura Literackiego Połów 2016. Publikował m.in. w artPapierze, Kontencie i Odrze.